# فخرالملک واسطی
ابوغالب محمد بن علی بن خلف واسطی ملقب به فخرالمُلک (زادهٔ ۳۵۴ در واسط — درگذشتهٔ ۴۰۷ در اهواز) وزیر بهاءالدوله و سلطان‌الدوله دیلمی بود. وی وزیری با کفایت بود و عده‌ای از شاعران در قصاید خویش او را ستوده‌اند. فخرالملک واسطی در سال ۴۰۷ هجری قمری و زمانی که مورد خشم سلطان‌الدوله دیلمی قرارگرفت، به دستور او در نزدیکی اهواز کشته شد. ابوبکر کرجی کتاب الفخری خود را به نام او نوشته است.

## زندگی
ابوغالب محمد بن علی بن خلف واسطی در سال ۳۵۴ هجری قمری در واسط به دنیا آمد. وی در سال ۳۹۰ با موفق وزیر در شیراز بود و نیابت او را بر عهده داشت. پس از گرفتاری موفق به مقام وزارت ارتقا یافت. در سال ۳۹۳ بهاءالدوله او را عزل و دستگیر کرد اما بار دیگر به مقام وزارت رسید. در سال ۴۰۱ هجری قمری بهاءالدوله وی را به دفع شهر هلال گمارد. فخرالملک بر هلال غالب شد و ذخایر قلاع کردستان را به دارالسلام بغداد تسلیم بهاءالدوله کرد. وی پس از آن در بغداد ریاست داشت و متولی کارهای عراق بود. پس از مرگ بهاءالدوله، پسرش سلطان‌الدوله دیلمی نیز همچنان به فخرالملک وزارت داد. عاقب سلطان‌الدوله از فخرالملک برنجید و وی به سال ۴۰۷ ه. ق. و به حکم سلطان‌الدوله در نزدیکی اهواز کشته شد.

## در کتاب‌های گذشتگان
فخرالملک به کفایت و دانایی موصوف بود و جمعی از نویسندگان در کتاب‌های خویش او را ستوده‌اند.
غیاث‌الدین خواندمیر در حبیب‌السیر گوید: «او به وفور فضیلت و علو همت موصوف بود و در تربیت علما و فضلا مراسم اهتمام بجای می‌آورد و ابن جاماسب کتاب فخری را در جبر و مقابله به نام او تصنیف کرد و در تاریخ یافعی مسطور است که فخرالملک در سنهٔ سبع و اربع مائه (۴۰۷ ه. ق.) به اجل طبیعی درگذشت و در روضةالصفا آمده است که در آن وقت که مشرف‌الدوله در بغداد اظهار مخالفت برادر می‌کرد ابوغالب و جمعی از امرای دیلم که محبت سلطان‌الدوله در ضمیر داشتند از مشرف‌الدوله رخصت طلبیدند که به اهواز رفته متعلقان خود را به بغداد رسانند مشرف‌الدوله دستوری داد و ابوغالب را مصاحب ایشان گردانید که خلف وعد نکنند چون دیالمه به اهواز رسیدند در هواداری سلطان‌الدوله ظاهر گشته فخرالملک را بکشتند.»
ابن خلکان گوید: «ابوغالب محمدبن علی بن خلف ملقب به فخرالملک وزیر بهاءالدوله ابی نصر بن عضدالدوله و پس از وفات بهاءالدوله وزیر پسر او سلطان‌الدوله ابی شجاع فناخسرو بود و او علی الاطلاق پس از ابی الفضل محمدبن العمید و صاحب بن عباد از بزرگترین وزراء آل بویه است و اصل او از واسط است و پدر او صیرفی بود. و ابوغالب وزیری فراخ کندوری و بلند همت و بسیار فضائل و افضال و بزرگ عطا و نوال بود و جماعتی از اعیان و شعرای عصر بر او گرد آمدند و مدح او کردند و بگزیده‌ترین قصاید خویش با تقریظ وی پرداختند و از آن جمله است ابونصر عبدالعزیز بن نباته شاعر که در مدیح فخرالملک قصیده‌های غرا دارد و از آن قصائد است نونیهٔ او و دو بیت ذیل از آن است:
لکل فتی قرین حین یسمو
و فخرالملک لیس له قرین
انخ بجنابه و احکم علیه
بما امّلته و انا الضمین
و معنی شعر این است: هر آنکس که به مقامی بلند رسد او را همالی است و فخرالملک را همال و همانندی نیست. بدو فرودآی و هر حکم که خواهی بر وی بران و من به برآمدن همهٔ آن‌ها پذیرفتارم.»
ابن خلکان گوید: «بعض علمای ادب مرا حکایت کرد که شاعری پس از قصیدهٔ نونیه فوق قصیده‌ای در مدح فخرالملک بگفت و او وی را صلتی داد که شاعر را پسند نیفتاد و شعر خویش به ابن نباته فرستاد و گفت تو مرا فریفتی و من به پذیرفتاری تو این مدیحه بگفتم و ضمان جایزه و صلت آن بر توست ابن نباته تا آنجا که شاعر راضی شد مالی به وی داد و این خبر به فخرالملک برداشتند و او مالی گزاف به ابن نباته فرستاد. و دیگر از مداحان فخرالملک مهیار مرزویه کاتب و شاعر مشهور است و از جملهٔ مدایح او قصیده رائیه‌ای است که دو بیت آن این است:
| اری کبدی و قد بردت غلیلا |  | امات الهم ام عاش السرور |
| ام‌الأیام خافتنی لأنی     |  | بفخرالملک عنها استجیر   |

و ابوبکر محمدبن حسن حاسب کرجی کتاب الفخری را در جبر و مقابله و کتاب الکافی را در حساب بنام او کرد و در بعض مجموعه‌ها خواندم که پیری بدو رقعتی فرستاد و در آن در هلاک شخصی سخت کوشیده بود چون فخرالملک نامه بخواند ورق بگردانید و بر پشت آن نوشت: السعایة قبیحة و ان کانت صحیحة فان کنت اجریتها مجری النصح فخسرانک فیها اکثر من الربح و معاذاﷲ ان نقبل من مهتوک فی مستور و لولا انّک فی خفارة من شیبک لقابلناک بمایشبه مقالک و نردع به امثالک فاکتم هذاالعیب و اتق من یعلم الغیب. والسلام.»
القادسی در اخبارالوزراء گوید: «فخرالملک وزیر چون در پاره‌ای از واجبات اهمال کرد بزودی دچار معاقبهٔ آن گشت و آن این بود که یکی از خاصان وی مردی را به ستم بکشت و زوجهٔ مقتول از فخرالملک داد خواست و وی التفاتی بدان زن نکرد. یکشب که فخرالملک به زیارت مشهد باب‌التین شده بود زن بدانجا بود گفت ای فخرالملک قصه‌ها و شکوی نامه‌ها که به تو رفع کردم و تو در آن ننگریستی و توقیع و پاسخ نکردی اکنون همان‌ها به خدای برداشته‌ام و در انتظار برآمدن توقیع و صدور پاسخ آنم چون فخرالملک را بگرفتند گفت بی‌گمان پاسخ قصهٔ آن زن صدور یافته است. نخست او را به لشگرگاه سلطان‌الدوله خواندند و دستگیر کردند از آنجا وی را به جرگاه بردند و اموال و خزائن و کرائم و اولاد و اصحاب او را تحت نظر گرفتند و به تاریخ مذکور بکشتند. به روایتی از اموال او ششصد و سی و چند هزار دینار و به قولی هزارهزار و دویست هزار دینار منطبعه حاصل آمد و ابن خلکان گوید: سید رضی او را به ابیاتی رثا گفت و هلال بن صابی اخبار او را در تاریخ خویش به تفصیل نگاشته است.»